# Eioneo
Eioneo (in greco antico: Ἠιονεύς?, Iionéfs) è un personaggio della mitologia greca. Era un combattente acheo che prese parte alla guerra di Troia.

## Mitologia
Quando Paride figlio di Priamo il re di Troia prese con sé Elena moglie di Menelao, scoppiò una guerra fra la Grecia ed i troiani. Fra i tanti eroi che risposero all'appello del fratello di Agamennone vi fu anche Eioneo.
Durante una delle tante battaglie fra i due eserciti Eioneo si scontrò con il terribile guerriero troiano Ettore e per colpa della sua asta che lo colpì giusto al collo (un punto scoperto della sua armatura di bronzo), perse le forze e morì.
Secondo Darete, il misterioso frigio che scrisse un poema anteriore a quello di Omero, Ettore uccise Eioneo prima del decisivo duello con Achille ed infierì sul cadavere facendolo a pezzi.